# Liste der Biografien/Weri
Liste der Biografien |
Portal Biografien |
Personensuche
# |
A |
B |
C |
D |
E |
F |
G |
H |
I |
J |
K |
L |
M |
N |
O |
P |
Q |
R |
S |
T |
U |
V |
W |
X |
Y |
Z |
?
 
Wa |
Wc |
Wd |
We |
Wh |
Wi |
Wj |
Wl |
Wn |
Wo |
Wr |
Ws |
Wt |
Wu |
Ww |
Wy |
Wz
 
Wea |
Web |
Wec |
Wed |
Wee |
Wef |
Weg |
Weh |
Wei |
Wej |
Wek |
Wel |
Wem |
Wen |
Weo |
Wep |
Wer |
Wes |
Wet |
Weu |
Wev |
Wew |
Wex |
Wey |
Wez
 
Wera |
Werb |
Werc |
Werd |
Were |
Werf |
Werg |
Werh |
Weri |
Werj |
Werk |
Werl |
Werm |
Wern |
Wero |
Werp |
Werr |
Wers |
Wert |
Weru |
Werv |
Werw |
Wery |
Werz
Die Liste der Biografien führt alle Personen auf, die in der deutschsprachigen Wikipedia einen Artikel haben. Dieses ist eine Teilliste mit 12 Einträgen von Personen, deren Namen mit den Buchstaben „Weri“ beginnt.

## Weri

### Werib
- Weribald von Heyß, Titularbischof von Larissa und Weihbischof in Bremen und Münster

### Weric
- Werich, Jan (1905–1980), tschechischer Schauspieler und Dramatiker

### Werig
- Werigand, Graf von Friaul und Istrien, Vogt des Herzogs von Kärnten und von St. Peter in Salzburg

### Werik
- Werikhe, Michael (1956–1999), kenianischer Naturschützer

### Werin
- Werin, Odd (* 1958), schwedischer Konteradmiral
- Werinhar († 982), Abt von Fulda, Kardinal
- Werinhar, Gegenabt des Klosters St. Gallen (1083–1086)
- Werinher († 1167), Abt und Bibliothekar des Klosters St. Gallen
- Werinher von Reichenau († 1006), Abt der Reichenau (1000–1006)

### Werio
- Werion, Rudi (1935–2006), deutscher Schlager-, Musical- und Filmkomponist sowie Politiker (NDPD), MdV

### Werit
- Weritschew, Grigori Wladimirowitsch (1957–2006), sowjetischer Judoka
- Weritz, Lasse (* 1986), deutscher Politiker (CDU), Mitglied des Niedersächsischen Landtags